# Janusz Halicki
Janusz Halicki (ur. 18 marca 1932 w Brzeszczach, zm. 28 października 2010 roku we Wrocławiu) – polski zoolog, artysta plastyk, grafik, malarz, twórca ekslibrisów, członek wrocławskiej Grupy Grafików „RYS” i Związku Polskich Artystów Plastyków.
Absolwent Państwowej Wyższej Szkoły Sztuk Plastycznych we Wrocławiu (1963) pod kierunkiem Marii i Stanisława Dawskich oraz Stanisława Pękalskiego. W latach 1963–1968 był asystentem na Wydziale Malarstwa, Grafiki i Rzeźby PWSSP we Wrocławiu. Za poparcie strajków studenckich podczas wydarzeń marcowych 1968 r. został zwolniony z pracy. Pierwszy ekslibris wykonał w 1968 roku, ostatni w 1998 r. Lista jego dzieł zamyka się liczbą 306 wykonanych ekslibrisów i okolicznościowych grafik tzw. pour féliciter. Ekslibrisy wykonywał w technikach: linoryt, plastikoryt, offset, akwaforta, cynkotypia, sucha igła, suchy tłok. Niejednokrotnie łączył wiele technik.

## Udział w wystawach ekslibrisu
Brał udział w wielu konkursach i wystawach ekslibrisów w kraju i za granicą, min. we Wrocławiu, Malborku (1977, 1979), Rzeszowie (1977), Lublinie (1977), Jeleniej Górze, Katowicach i Warszawie oraz w Belgii, Niemczech, Szwajcarii, Danii, Włoszech.
- Międzynarodowe Biennale Ekslibrisu Współczesnego, Malbork (1969, 1971, 1973, 1977, 1979, 1984)
- IV Ogólnopolska Wystawa Współczesnego Ekslibrisu Polskiego, Rzeszów 1977
- Współczesny Ekslibris Archeologiczny i Etnograficzny, Lublin 1979
- Konkurs Graficzny im. J. Gielniaka, Jelenia Góra 1979
- Ekslibris Muzyczny, Katowice 1979
- III Wystawa Ekslibrisów Polskich Bibliotek Publicznych, Wrocław 1979
- Polski Ekslibris, Dania 1971
- Międzynarodowy Kongres Ekslibrisu (1972, Helsingoor; 1978, Lugano)
- Polski Ekslibris Współczesny, St. Niklaas 1977
- Moderne Europeisk Exlibris, Dania 1980
- Wystawa Ekslibrisu Grupy „Rys”, NRD
- Pszczoła w ekslibrisie, Lubljana 1978
- Międzynarodowa Wystawa Ekslibrisu „Inter-Exlibris”, Dania 1979
- oraz wystawy w Nowym Jorku, Melbourne, Ovar, Budapeszcie.

Wystawy indywidualne:
- Środa Śląska 1978
- Kamienna Góra 1978
- Wrocław 1978
- Bolesławiec 1978
- Tarnów 1980
- Kielce 1981
- Kraków 1998
- Wrocław 2009

## Udział w innych wystawach
- Festiwal Polskiego Malarstwa Współczesnego, Szczecin (1964, 1965)
- Ogólnopolska Wystawa Młodego Malarstwa, Sopot 1965
- Triennale Rysunku, Wrocław (1965, 1968, 1971)
- IV Ogólnopolska Wystawa Grafiki, Warszawa 1969
- Tematy Muzyczne w Plastyce Krajów Europy Środkowej i Wschodniej, Bydgoszcz 1969

## Nagrody i wyróżnienia
- Konkurs Graficzny im. J. Gielniaka, Jelenia Góra 1979 – wyróżnienie
- III Wystawa Ekslibrisów Polskich Bibliotek Publicznych, Wrocław 1979 – wyróżnienie[2]

## Ekslibrisy w zbiorach
Ekslibrisy Janusza Halickiego znajdują się w zbiorach muzealnych, bibliotecznych oraz prywatnych, w kraju i za granicą:
- Biblioteka Narodowa w Warszawie
- Biblioteka Uniwersytecka we Wrocławiu
- Biblioteka Uniwersytetu Łódzkiego
- Muzeum im. Przypkowskich w Jędrzejowie
- Muzeum Okręgowe w Rzeszowie
- Muzeum Okręgowe w Lublinie
- Muzeum Zamkowe w Malborku
- Biblioteka Królewska w Kopenhadze
- Muzeum w Ovar (Portugalia)
- Biblioteka im. Ossolińskich we Wrocławiu